# Pekka Nuotio
Pekka Nuotio (21 de febrero de 1929 – 17 de marzo de 1989) fue un tenor wagneriano finlandés, considerado como uno de los más destacados de su país. 

## Biografía
Nacido en Víborg, en la actualidad parte de Rusia, sus padres eran el músico Torsten Nuotio y Helli Lahja Nakari. Era sobrino del músico Auvo Nuotio y primo del cantante y músico Vesa Nuotio.
En sus comienzos Nuotio recibió clases privadas de canto, aprendió teoría musical, y entre 1959 y 1964 hizo viajes de estudios por Italia,  Austria y Alemania.
De origen modesto, según avanzaba su carrera se mudó a vivir a Helsinki. Nuotio celebró su primer concierto en 1955, aprendiendo posteriormente de Olavi Nyberg. Desde el año 1957 Nuotio fue el principal tenor dramático de la Ópera Nacional de Finlandia, actuando además en teatros de Berlín, Düsseldorf, Budapest, Stuttgart, Praga, Estocolmo y Oslo, así como en el Metropolitan Opera de Nueva York en 1966. Igualmente, cantó en el Royal Opera House y en el Teatro de Sadler's Wells, ambos en Londres. Cantó en la inauguración de la Ópera de Sídney en 1973, y ese mismo año en el Festival de Música de Escocia, en la Ópera Estatal de Hamburgo y en Ámsterdam. Otro evento en el que fue habitual intérprete fue el Festival de Ópera de Savonlinna.
Por su trayectoria artística, en el año 1973 fue premiado con la Medalla Pro Finlandia. Asimismo, fue aceptado como miembro de la Orden del León de Finlandia.
Pekka Nuotio hubo de abandonar su carrera como cantante en a causa de una prolongada enfermedad respiratoria. Falleció en el año 1989 en Helsinki. Había estado casado desde 1948 con Helka Helena Kurjenkallio, con la cual tuvo tres hijos: Pirjo (1948), Virpi (1951) y Tarja (1955).

## Discografía
- Pekka Nuotio: Live at the Opera. Recordings 1959-1962. Finlandia Classics (2014)